# Teleprompter
Teleprompter, neboli čtecí zařízení, je nástroj, který umožňuje promítat text a snadno ho číst tak, že při pořizování videozáznamu mluvčí kouká do objektivu. Díky této technologii si nemusí celý text pamatovat a divák nepozná, že má mluvčí text přímo před sebou. Může se jednat o technologii používající dělič svazků, software, který přehrává plynoucí text, anebo kombinací obojího. Je užitečný například pro live streaming, online přednášky anebo rozhovory.   

## Jak zařízení funguje

Schéma teleprompteru: (1) videokamera; (2) stínicí materiál; (3) monitor; (4) polopropustné sklo; (5) směr pohledu do objektivu; (6) směr obrazu z monitoru směřující k mluvčímu

Při nahrávání se teleprompter obvykle nasazuje přímo na objektiv kamery. Hardware se skládá z děliče svazků - což obvykle bývá polopropustné sklo, známé také jako polopropustné zrcadlo, zobrazovacího monitoru, který může být integrován přímo na zařízení anebo se dá nahradit chytrým telefonem či tabletem, a stínicího materiálu. Sklo, které s monitorem svírá úhel 45°, odráží plynoucí text na mluvčího. Díky vlastnostem skla ale promítaný text objektiv nezaznamená a proniká do něj pouze obraz za sklem. Mluvčí se tak při čtení textu dívá přímo do objektivu a vytváří iluzi, že si text zapamatoval, nebo že improvizuje. Stínicí materiál umožňuje lepší viditelnost textu.
Dělicí poměr skla může být různý, nejčastěji se ale používá 70/30, což znamená, že do objektivu pronikne pouze 70 % světla, které by se jinak do objektivu dostalo, kdyby nebylo omezené sklem; zbylých 30 % je odraženo. Tomu se musí přizpůsobit kamera zvýšením citlivosti ISO anebo prostředí záznamu přidáním dalších anebo intenzivnějších světelných zdrojů.
Protože by mluvčí viděl normální text "zrcadlově", většina softwarů umožňuje text překlopit tak, aby se odraz jevil běžně a byl tak snáze čitelný.

## Historie
Zařízení bylo patentováno v roce 1949 Fredem Bartonem Jr., Hubertem Schlafleyem a Irvingem Berlinem Kahnem - zakladateli firmy TelePrompTer Corporation. Tou dobou byl velmi častý a oblíbený živý přenos televizních pořadů. Protože byl Barton nucený zapamatovat si spoustu dlouhých textů během týdnů, nebo dokonce i dnů, přišel s nápadem na čtecí zařízení, které by nahradilo dosavadní kartičky s nápovědou. Nazval ho teleprompter od slova prompter, tedy našeptávače, který v divadle napovídá hercům zapomenutý scénář. V roce 1950 vytvořil Schlafley první prototyp, který měl text vytištěný na roli papíru, která musela být rozpohybována manuálně. Text byl umístěn vedle objektivu, což znamenalo, že bylo vidět, že se herec kouká mimo objektiv, a to ubíralo projevu na autentičnosti.
První teleprompter využívající technologii polopropustného skla patentoval producent Jess Oppenheimer v roce 1953. Diváci byli mnohem více spokojeni, když viděli, že s nimi herci udržují oční kontakt. Zařízení se pak stalo ohromně populární díky jeho využití při živých přenosech politických kampaní.

## Typy

### Teleprompter na kameru
Klasický teleprompter se nasazuje přímo na objektiv anebo má vlastní stativ. Má obvykle kovovou konstrukci, nastavitelnou vzdálenost skla od objektivu a průměr skla bývá velký, aby čtecí zařízení zvládlo pojmout i širokoúhlé objektivy. Novější typy, které jsou určené pro užití se smartphony nebo tablety, bývají z plastu. Oproti kovovým teleprompterům jsou levnější a menší, což může být při práci s širokoúhlými objektivy nevýhodou. 

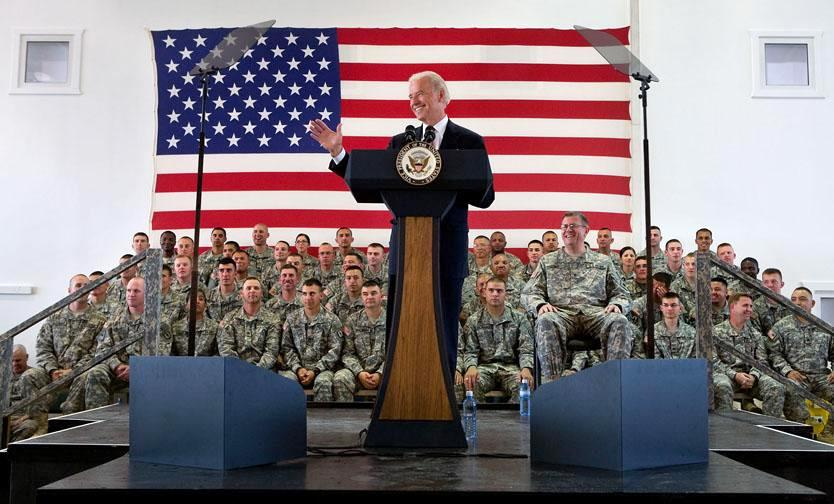
Použití prezidentského teleprompteru

### Prezidentský teleprompter
Prezidentský teleprompter se skládá ze skla připevněného ke stojanu a podlahového monitoru umístěného pod sklem. Obvykle se používá pro komunikaci s živým publikem, polopropustná zrcadla totiž zajišťují, že text odrážející se na skla z hlediště vůbec není vidět. Použity jsou obvykle dva, aby mluvčí komunikoval s celým obecenstvem.
Jeho název je odvozen od jeho četného používání při prezidentských projevech v USA.

### Další technologie

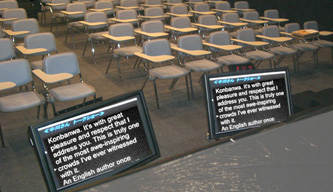
Confidence monitor

Teleprompterem, který nevyužívá technologii děliče svazků, je takzvaný confidence monitor, což je obrazovka, která se umísťuje na zem před mluvčího anebo na stěnu za obecenstvo. Confidence monitor se obvykle používá k zobrazení jak textu, tak i dalších vizuálů.
Ke spoustě teleprompterům se dá také připojit pedál anebo dálkový ovladač umožňující ovlivnit rychlost plynoucího textu na vzdálenost až 100 metrů.
Pod názvem teleprompter lze také chápat stejnojmenné aplikace umožňující text promítat na displej telefonu nebo počítače při právě probíhajícím nahrávání z tohoto zařízení.